# Claudio Echeverri
Claudio Jeremías Echeverri (* 2. Januar 2006 in Resistencia) ist ein argentinischer Fußballspieler. Der offensive Mittelfeldspieler spielt seit Januar 2025 bei Manchester City.

## Karriere

### Verein
Der in der Provinz Chaco geborene Echeverri begann seine Karriere bei Deportivo Luján, bevor er Ende 2016 ein Probetraining bei River Plate absolvierte und im darauffolgenden Jahr von River unter Vertrag genommen wurde. Im Oktober 2022 erzielte er bei seinem Debüt für Rivers Reservemannschaft gegen CA Patronato ein Tor. Im Dezember desselben Jahres unterschrieb er seinen ersten Profivertrag bei River. Sein Debüt in der argentinischen Primera División gab er am 23. Juni 2023 bei einem 3:1-Heimsieg gegen Instituto de Córdoba.
Am 11. Oktober 2023 wurde er von der englischen Zeitung The Guardian als einer der 100 besten Talente des Jahrgangs 2006 weltweit genannt.
Am 22. Dezember 2023 gab Echeverri in einem Interview nach dem Sieg in der Trofeo de Campeones mit River Plate bekannt, dass er seinen am 31. Dezember 2024 auslaufenden Vertrag mit dem Verein nicht verlängern werde, womit der Wechsel zu einem Topklub in Europa möglich wird.
Im Januar 2024 wurde Echeverri von Manchester City verpflichtet. Er unterschrieb einen Vertrag bis zum 30. Juni 2028 und verblieb bis zum Ende der Saison 2024 auf Leihbasis bei River Plate. Er stieß Ende Februar 2025 nach der U20-Südamerikameisterschaft 2025 zum Kader von Pep Guardiola. Am 17. Mai 2025 debütierte Echeverri, als er beim verlorenen Finale des FA Cups in der Schlussphase eingewechselt wurde.

### Nationalmannschaft
Echeverri hat Argentinien in der U-17-Auswahl vertreten. Am 24. November 2023 erzielte er im Viertelfinale der FIFA U-17-Weltmeisterschaft einen Hattrick beim 3:0-Sieg gegen Brasilien.

## Erfolge

### River Plate
- Primera División: 2023
- Trofeo de Campeones de la Liga Profesional: 2023

## Persönliches
Sein Spitzname ist El Diablito (spanisch: „kleiner Teufel“) nach dem ehemaligen bolivianischen Fußballnationalspieler Marco Etcheverry, der den Spitznamen El Diablo trug.